# Česká národní fotbalová liga 1984/1985
V soubojích 16. ročníku České národní fotbalové ligy 1984/85 se utkalo 16 týmů dvoukolovým systémem podzim–jaro.

## Konečná tabulka
Zdroj:
| Poř. | Tým                           | Z  | V  | R  | P  | VG | OG | B  |
| ---- | ----------------------------- | -- | -- | -- | -- | -- | -- | -- |
| 1.   | TJ Zbrojovka Brno             | 30 | 21 | 5  | 4  | 45 | 20 | 47 |
| 2.   | TJ Dynamo České Budějovice    | 30 | 17 | 7  | 6  | 43 | 27 | 41 |
| 3.   | TJ Sklo Union Teplice         | 30 | 14 | 6  | 10 | 41 | 33 | 34 |
| 4.   | VTJ Tábor                     | 30 | 14 | 6  | 10 | 40 | 36 | 34 |
| 5.   | TJ Škoda Plzeň                | 30 | 11 | 11 | 8  | 52 | 39 | 33 |
| 6.   | TJ Spartak ZVÚ Hradec Králové | 30 | 13 | 6  | 11 | 47 | 29 | 32 |
| 7.   | TJ DP Xaverov                 | 30 | 12 | 7  | 11 | 48 | 46 | 31 |
| 8.   | TJ Gottwaldov                 | 30 | 14 | 3  | 13 | 41 | 41 | 31 |
| 9.   | TJ TŽ Třinec                  | 30 | 11 | 6  | 13 | 35 | 30 | 28 |
| 10.  | TJ Auto Škoda Mladá Boleslav  | 30 | 11 | 6  | 13 | 33 | 39 | 28 |
| 11.  | TJ VTŽ Chomutov               | 30 | 8  | 11 | 11 | 28 | 35 | 27 |
| 12.  | TJ Vagonka Česká Lípa         | 30 | 8  | 10 | 12 | 33 | 39 | 26 |
| 13.  | TJ VP Frýdek-Místek           | 30 | 8  | 7  | 15 | 20 | 40 | 23 |
| 14.  | TJ VOKD Poruba                | 30 | 7  | 8  | 15 | 19 | 36 | 22 |
| 15.  | TJ LIAZ Jablonec nad Nisou    | 30 | 8  | 6  | 16 | 36 | 54 | 22 |
| 16.  | TJ Spartak Ústí nad Labem     | 30 | 9  | 3  | 18 | 32 | 49 | 21 |

Poznámky:
- Z = Odehrané zápasy; V = Vítězství; R = Remízy; P = Prohry; VG = Vstřelené góly; OG = Obdržené góly; B = Body

|  | 1. československá fotbalová liga 1985/86 |
|  | Sestup do II. ČNFL 1985/86               |

## Situace na čele tabulky
V neděli 14. října 1984 se hrál v rámci 9. kola v Č. Budějovicích zápas mezi místním Dynamem (třetí v tabulce s 11 body po 8. kole) a vedoucí Zbrojovkou Brno (15 bodů po 8 kolech), který domácí nečekaně vyhráli brankami Trněného a Kotrby (pozdější trenér Brna) 2:0. Zástupci domácích se posléze obrátili na Státní bezpečnost s udáním na svého soupeře, který se měl částkou 35 000 korun pokusit podplatit jejich hráče, konkrétně Jodla. Zbrojovka sice nebyla ze soutěže vyloučena, musela však celou soutěž vyhrát, aby se udržela ve 2. lize i pro příští ročník. Každé jiné umístění by znamenalo pád do 3. ligy. Zbrojovka Brno na konci ročníku udrželo pozici 1. místa, to však znamenalo "jen" udržení se v soutěži 2. ligy. Odsouzeni byli předseda brněnského klubu Kos a bývalý hráč a později trenér Mikloš. Do nejvyšší soutěže tak postoupilo druhé Dynamo.

## Soupisky mužstev

### TJ Zbrojovka Brno
Jiří Dostál (11/0/5),
Radek Rabušic (19/0/10),
Jaroslav Vymazal (1/0/1) –
Josef Ančinec (9/0),
Petr Bauman (20/0),
Jan Bula (1/0),
Pavel Černík (28/1),
Libor Došek (29/9),
Tibor Duda (27/0),
Pavel Fila (2/0),
Ivan Gábor (30/9),
Jiří Jaroš (23/0),
Karel Jarůšek (22/7),
Róbert Kafka (30/11),
Stanislav Kluz (13/0),
Karel Kroupa (5/0),
Petr Kučera (3/0),
Karel Maca (1/0)
Josef Mazura (24/3),
Jiří Nesvačil (22/1),
Jan Pavlů (3/0),
Zdeněk Rygel (17/1),
Miroslav Steinhauser (9/0),
Rostislav Václavíček (30/3) –
trenér Ján Zachar (1.–30. kolo)

### TJ Dynamo JČE České Budějovice
Roman Havlíček (1/0),
Petr Skála (1959) (29/0) –
Jiří Anderle (1962) (17/0),
Miroslav Čížek (25/2),
Jaroslav Holý (30/8),
Josef Jodl (30/4),
Miroslav Kamiš (12/0),
Václav Korejčík (24/0),
Jiří Koštel (12/1),
Jiří Kotrba (28/7),
Dušan Kuba (29/12),
Václav Litvan (8/0),
Jiří Němec (30/2),
Jiří Orlíček (26/2),
Jan Sanytrník (4/0),
Radek Šíma (4/0),
Pavel Tobiáš (28/0),
Zdeněk Trněný (29/5) –
trenér Karel Přenosil, asistent Václav Melka

### TJ Sklo Union Teplice
Josef Novák (13/0),
Vladimír Počta (17/0) –
Miroslav Bubeník (22/0),
Zdeněk Brejcha (5/0),
Josef Csaplár (8/0),
Milan Čermák (7/0),
Jindřich Bureš (28/0),
František Franke (28/2),
Ladislav Hladík (4/0),
Pavel Hora (25/2),
Hynek Chalupník (2/0),
Luděk Jánský (11/4),
Rostislav Jeřábek (13/0),
Pavel Klouček (18/5),
Stanislav Koller (26/4),
Zdeněk Krupka (8/0),
Martin Laně (3/0),
Jiří Maliga (20/0),
Petr Nový (3/0),
Zdeněk Páleník (14/1),
Antonín Rosa (25/15),
Jiří Šidák (12/1),
Miloslav Tichý (6/0),
Milan Vízek (14/2),
Tomáš Zahradník (24/5),
Zbyněk Záveský (14/0) –
trenér Josef Zadina, asistent Jaromír Mixa

### VTJ Tábor
Zdeněk Hrsina (2/0),
Jan Musil (24/0),
Ivan Závracký (5/0) –
Václav Cahyna (3/0)
Alexander Comisso (24/0),
Jozef Czuczor (30/9),
Petr Čuhel (18/2),
Pavel Dlouhý (20/2),
Miroslav Fabián (8/0),
Stanislav Gorel (12/0),
Ján Harbuľák (17/1),
Dušan Horváth (8/1),
Marián Jozef (7/0),
Bohuš Keler (23/1),
Radim Keler (25/2),
Igor Madár (3/0),
Miroslav Pavlov (18/2),
Petr Podaný (21/3),
Peter Sabol (10/1),
Vladimír Sadílek (7/0),
Václav Smoček (17/0),
Ivo Staš (13/4),
Tibor Szaban (17/2),
Zdeněk Urban (10/0),
Josef Valkoun (3/0),
Petr Vrabec (28/3),
Libor Zelníček (14/2) –
trenér Jaroslav Kozačka

### TJ Škoda Plzeň
Václav Lavička (21/0),
Ladislav Mikeš (9/0) –
Karel Bíl (3/0),
Miroslav Držmíšek (6/1),
Milan Forman (8/1),
Zdeněk Hlinčík (7/1),
Jan Homola (29/15),
Stanislav Homolka (12/1),
Jaroslav Jeřábek (26/0),
Jaroslav Kadlec (6/1),
Bohuslav Kalabus (23/0),
Milan Kohout (21/1),
Václav Koc (1/0),
Josef Kovačič (28/9),
Josef Kožíšek (15/0),
Pavel Krs (18/0),
Eduard Kubata (24/7),
Josef Nádraský (25/5),
Miloslav Paul (20/8),
Roman Petelík (4/0),
Karel Syrovátka (7/0),
Vladimír Vašák (29/3),
Milan Vymetal (28/0) –
trenér Jiří Rubáš, asistent Jaromír Mysliveček

### TJ Spartak ZVÚ Hradec Králové
Jaromír Šticha (6/0),
Zdeněk Votruba (24/0) –
Pavel Černý (30/16),
Jindřich Doubek (26/5),
Milan Frýda (14/0),
Jaroslav Hůlka (7/1),
Josef Kaufman (22/0),
Jiří Klička (30/3),
Václav Kotal (21/3),
Gustav Křovák (30/0),
Rostislav Macháček (24/1),
Pavel Matějka (14/6),
Miloš Mejtský (30/4),
Vladimír Mráz (21/0),
Václav Němeček (11/0),
Petr Novotný (11/0)
Luděk Pečenka (3/0),
Petr Silbernágl (4/0),
Miroslav Švadlenka (8/0),
Leopold Švanda (7/1),
Josef Valenta (11/1),
Aleš Vaněček (1/0),
Tomáš Vosáhlo (26/4) –
trenér Zdeněk Krejčí, asistent Milan Šmarda

### TJ DP Xaverov Horní Počernice
Vladimír Boršoš (6/0),
Ladislav Macho (24/0) –
Alois Halaška (27/6),
Dušan Herda (27/13),
Josef Houdek (27/14),
Josef Hrabovský (27/2),
Václav Hybš (27/1),
Jiří Chalupa (24/0),
Karel Mastník (29/0),
František Mysliveček (27/2),
Jiří Rosický (5/0),
Karel Roubíček (26/5),
Zdeněk Srba (13/4),
Tomáš Stránský (27/1),
Petr Svoboda (3/0),
Jaroslav Štafl (9/0),
Miloš Veverka (13/0),
Karel Zajac (26/0) –
trenér Josef Piskáček, asistent Václav Pavlis

### TJ Gottwaldov
Radomír Kusák (8/0),
Alois Máčala (23/0) –
Robert Balušek (15/2),
Ivan Bláha (22/0),
Michal Botlík (19/0),
Miroslav Bureš (9/0),
Ludevít Grmela (27/3),
Petr Klhůfek (24/0),
Petr Kopal (18/0),
Jan Kouřil (18/3),
Miroslav Kouřil (30/20),
Jan Křapa (18/1),
Radek Novák (22/4),
Bohumil Páník (12/0),
Antonín Příkaský (19/0),
Vladimír Straka (6/0),
František Stružka (5/0),
Jindřich Svoboda (21/5),
Jaroslav Šebestík (3/0),
Miroslav Vybíral (28/3),
Miroslav Žůrek (1/0),
Zdeněk Žůrek (7/0) –
trenér Josef Kučera, asistent Jaroslav Juhas

### TJ TŽ Třinec
Milan Cymorek (5/0),
Ivo Kopka (25/0) –
Marian Bedrich (22/5),
Břetislav Czudek (22/1),
Tibor Daňo (23/0),
Zdeněk Dembinný (6/0),
Josef Chybidziura (13/0),
Jan Janošťák (28/3),
Zdeněk Jurček (27/0),
Eduard Klimas (5/0),
Zdeněk Kořínek (20/1),
Marián Krajčovič (29/5),
Ladislav Kubica (28/7),
Roman Kuczynski (2/0),
Rostislav Lhoťan (13/3),
Miroslav Mlejnek (28/4),
Eduard Mordač (1/0),
René Pastorek (23/3),
Stanislav Pecha (22/2),
Pavel Podkovčík (3/0),
Miroslav Starý (4/0),
Miroslav Szewieczek (1/0),
Richard Veverka (5/1),
Rostislav Vybíral (3/0),
Jaroslav Wojnar (1/0),
Štefan Zaťko (27/0) –
trenéři Rudolf Skarka, asistent Lubomír Vašek

### TJ Auto Škoda Mladá Boleslav
Josef Ehrenberger (12/0),
Miroslav Stárek (7/0),
Radim Straka (11/0) –
Jaroslav Barvíř (6/0),
Ladislav Bobek (5/0),
Ivo Hanzal (11/0),
Bohumír Hart (1/0),
Pavel Janáček (27/4),
Milan Kalíšek (16/0),
Pavel Klain (21/0),
Pavel Kočí (17/0),
Petr Kostecký (6/0),
Jaroslav Kotek (27/1),
Ľudovít Krutil (7/2),
Jiří Kříž (23/5),
Petr Křivský (25/5),
Jaromír Navrátil (16/0),
Josef Pechr (27/0),
Ladislav Prostecký (10/2),
Jaroslav Rybák (8/1),
Vladimír Soumar (5/0),
Jiří Šimek (5/0),
Milan Šíp (15/2),
Zdeněk Šmejkal (25/1),
Karel Tichý (6/0),
Pavel Vandas (1/1),
Josef Vinš (27/8),
Tomáš Zapletal (2/0) –
trenér Petr Polák, asistent Jan Plachý

### TJ VTŽ Chomutov
Pavel Průša (29/0),
Václav Vrabec (1/0) –
Bronislav Andres (9/0),
Lórant Csölle (9/0),
Vladimír Čermák (24/0),
Jan Friedl (1/0),
Josef Hanák (13/1),
Milan Havlík (13/0),
Martin Horský (24/0),
Karel Kasík (18/1),
Jiří Kudela (13/0),
Miroslav Pavlov (7/0),
Zdeněk Pichner (22/0),
Jan Pitel (27/3),
Vratislav Rychtera (20/3),
Vladimír Sadílek (19/3),
František Sás (5/3),
Václav Senický (14/0),
Josef Strnad (3/0),
Karel Svoboda (17/1),
Pavel Svoboda (1/0),
Vlastimil Svoboda (3/0),
Radek Šindelář (16/4),
Milan Šimůnek (27/4),
Milan Šíp (3/1),
Jaroslav Uličný (28/3),
Josef Valkoun (4/1) –
trenér Vladimír Mirka, asistent Jaroslav Polák

### TJ Vagónka Česká Lípa
Pavel Jandač (1/0),
František Zlámal (30/0) –
Jiří Bečvařík (21/4),
Milan Bubla (8/0),
Oto Fischer (1/0),
Vlastimil Holub (13/0),
Oldřich Houra (14/2),
Jiří Kabyl (14/1),
Pavel Koštun (1/0),
Stanislav Kouřil (25/9),
Jiří Krpejš (11/0),
František Kubáň (8/1),
Jaroslav Kurej (29/4),
Pavel Medynský (26/2),
Zdeněk Nývlt (11/0),
Petr Ondra (26/3),
Milan Peterka (26/5),
Igor Pintér (24/2),
Josef Popelka (2/0),
Vladimír Puhlovský (27/0),
Petr Slavík (8/0),
Petr Šanda (23/0),
Ladislav Šerák (6/0),
Josef Vápeník (2/0) –
trenér Václav Rys, asistent Josef Vápeník

### TJ VP Frýdek-Místek
Radek Kordula (1/0),
Svatopluk Schäfer (29/0) –
Karel Badáň (1/0),
Jiří Brumovský (23/4),
Radim Černoch (20/1),
Jaroslav Dobýval (4/0),
Zdeněk Ďuriš (22/2),
Josef Foks (30/2),
Pavel Hajný (20/1),
Radomír Hlaváč (16/0),
Zdeněk Klepáč (26/0),
Lubomír Knapp (20/4),
Lumír Kocián (1/0),
Igor Kohút (6/0),
Jaroslav Křiva (22/2),
Vlastimil Lach (1/0),
Jozef Marchevský (15/1),
Karel Orel (29/0),
Jiří Skokan (7/0),
Josef Sláma (28/1),
Jaromír Šeděnka (19/0),
Petr Tichavský (4/1),
Igor Tušl (15/0),
Miroslav Valachovič (7/1),
Ladislav Zaduban (13/0) –
trenér Erich Cviertna, asistent Vlastimil Chobot (od 1. 1. 1985 Ivo Kuběja)

### TJ VOKD Poruba
Jan Laslop (25/0),
Josef Obal (5/0) –
Ivo Farský (6/0),
Roman Hanus (10/0),
Stanislav Houdek (1/0),
Radomír Chýlek (22/1),
Jiří Köhr (2/0),
Miloslav Kopeček (26/1),
Zdeněk Kročil (22/2),
Petr Krotki (28/1),
Alois Martaus (1/0),
Karel Mrázek (3/0),
Josef Nedabýlek (22/2),
Petr Nesrsta (27/3),
Jiří Pála (21/0),
Leonidas Pavlidis (23/3),
Jaroslav Pomýkal (2/0),
Milan Procházka (6/0),
Stanislav Savr (28/3),
Pavel Sláma (29/0),
Jiří Stanco (1/0),
Miroslav Strakoš (7/0),
Ivan Teplanský (16/1),
Lubomír Václavek (26/0),
Luděk Vlašic (9/0),
Jiří Žíla (26/2) –
trenér František Šindelář (od 1. 1. 1985 Vladimír Mokrohajský), asistent Zdeněk Spusta (od 1. 1. 1985 Jiří Chrástek)

### TJ LIAZ Jablonec nad Nisou
Miloš Pavlů (7/0),
Milan Švenger (23/0) –
Miroslav Bedrich (27/3),
Petr Čermák (16/4),
Aleš Češek (17/0),
Jaroslav Danda (17/2),
Jaromír Drahoňovský (23/0),
Slavomír Galbavý (2/0),
Zbyněk Houška (15/12),
Luděk Kulhánek (7/0),
Vratislav Kyrián (6/0),
Miroslav Landa (17/0),
Pavel Louda (15/1),
Jiří Macháček (13/0),
Jiří Novák (21/1),
Jaroslav Petrtýl (29/3),
Jaroslav Pospíšil (7/1),
Antonín Rožeň (8/0),
Jan Svoboda (15/1),
Stanislav Svoboda (1/0),
Josef Štoudek (9/2),
Vladimír Tábor (20/1),
Jiří Tupec (11/3),
Jaroslav Uko (9/1),
Zdeněk Vlček (11/0),
Oldřich Vránek (2/0),
Milan Zálešák (17/0) –
trenér Zdeněk Fajfer, asistent Josef Novotný

### TJ Spartak Ústí nad Labem
Jaroslav Dvořák (9/0),
Václav Kožíšek (21/0) –
Petr Bajer (14/2),
Vratislav Brabenec (4/0),
Karel Bubla (20/3),
Petr Čermák (28/5),
Milan Daranyi (24/1),
Jiří Douda (23/1),
Michal Gunar (4/0),
Jaroslav Havlíček (2/0),
Pavel Hoftych (22/1),
Radislav Houška (21/0),
Luboš Kolář (22/0),
Petr Kubiš (9/2),
Martin Laňka (12/1),
Robert Lesche (2/0),
Petr Matzke (23/2),
Miroslav Malinovský (1/0),
Josef Mikeš (22/0),
Zdeněk Poláček (1/0),
Jaroslav Štorc (19/1),
Jiří Šumpík (23/4),
Richard Veverka (6/0),
Vlastimil Větrovec (27/7) –
trenér Rudolf Šindler (od 1. 1. 1985 Zdeněk Urbančík), asistent Quido Klib (od 1. 1. 1985 i Karel Koubek)